# Портовское
Портовское (укр. Портівське) — посёлок в Мангушском районе Донецкой области Украины.
Население по переписи 2001 года составляло 624 человека. Почтовый индекс — 87442. Телефонный код — 6297. Код КОАТУУ — 1423984406.
С марта 2022 года находится под контролем самопровозглашённой Донецкой Народной Республики.

## История
Постановлением Сталинского облисполкома от 15.08.1945 г. населённому пункту совхоза «Портовской» присвоено название посёлок Портовской.

## Местный совет
87442, Донецкая область, Мангушский р-н, с. Мелекино, ул. Гагарина